# T-18
Der  T-18 war der erste in größerer Serie gebaute sowjetische Panzer. Die ursprüngliche Bezeichnung MS-1 geht auf das damalige Bezeichnungssystem zurück und steht für malyi soprowoschdenija (russisch малый сопровождения, klein, begleitend) und beschreibt die Aufgabe als Begleit- und Unterstützungsfahrzeug der Infanterie – später wurde die Bezeichnung in T-18 geändert.

## Entwicklung
Mitte 1926 wurde ein Dreijahresplan für den Panzerbau entworfen, welcher vom Konzept eines Infanteriedurchbruchs durch zwei gegnerische Infanteriedivisionen bis 10 km Tiefe ausging. Mehrere ausländische Muster wurden auf ihre Eignung untersucht, insbesondere der französische Renault FT schien für die Infanterieunterstützung geeignet. Einige Renault wurden nachgebaut, letztendlich aber als ungeeignet (zu große Masse, zu langsam und insgesamt zu schwache und auf große Entfernung nicht zielgenaue Bewaffnung) und zu teuer angesehen. Der italienische Fiat 3000 wurde schließlich insbesondere wegen seiner höheren Geschwindigkeit und seiner kleineren Maße als besseres Ausgangsmuster ausgewählt und auf seiner Basis ab Mitte 1926 ein 5-t-Panzer projektiert.

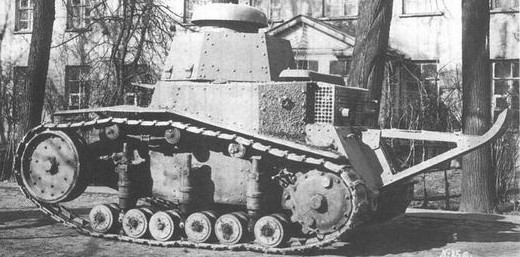
Prototyp T-16

Der erste Prototyp stand ab März 1927 für Tests bereit und trug die Bezeichnung T-16. Im Vergleich zum Renault-Nachbau war er leichter, kleiner, schneller und billiger, wies aber noch einige Probleme auf, welche eine Überarbeitung des Entwurfs erforderten. So wurde das Fahrgestell um eine Laufrolle verlängert und das Antriebssystem neu gestaltet. Mitte Mai war der neue Prototyp verfügbar und nahm als „Kleiner Unterstützungspanzer Modell 1927 MS-1“ die Erprobung auf. Da die vorgesehene Bewaffnung noch nicht verfügbar war, wurde vorerst eine Attrappe eingebaut. Die offizielle Abnahme durch die Rote Armee erfolgte im Juni und fiel insgesamt positiv aus. Am 1. Februar 1928 wurden 108 Panzer bestellt, welche zwischen 1928 und 1929 ausgeliefert werden sollten, davon 30 bereits 1928. Die Fertigung lief in einem Werk an, im Mai 1929 kam ein zweites hinzu – trotzdem lief die Produktion nur schleppend und nur 96 der geplanten Fahrzeuge wurden ausgeliefert, gleichzeitig wurde aber bis Ende 1930 die Produktion von weiteren 300 Stück gefordert. Der Panzer war zusätzlich zur 37-mm-Hotchkiss-Kanone mit zwei MG DT bewaffnet, wovon eines im 45°-Winkel zur Kanone im Turm installiert wurde und das zweite als Reserve diente. Bei einzelnen Exemplaren waren zwei 6,5-mm-Zwillings-MG Fjodorow verbaut.
Folgende Produktionszahlen nach Baujahren finden sich in der Literatur:
| Baujahr | 1926 | 1927 | 1928 | 1929 | 1930 | 1931 | Summe |
| ------- | ---- | ---- | ---- | ---- | ---- | ---- | ----- |
| Anzahl  | 2    | 23   | 85   | 317  | 90   | 445  | 962   |

Bei der Wehrmacht wurde das Fahrzeug in der Loseblattsammlung Kennblätter fremden Geräts unter der Bezeichnung Panzerkampfwagen MS 736 (r) geführt.

## Umbauten
Bereits 1929 zeigten sich im Truppeneinsatz – so wurden einige Fahrzeuge während des Sowjetisch-chinesischen Grenzkrieges 1929 eingesetzt – Schwächen; Versuche zur Verbesserung der Geländegängigkeit waren nicht erfolgreich. Gleichzeitig wurde Mitte 1929 die Struktur und Doktrin der Roten Armee in Richtung auf den Aufbau und den Einsatz gepanzerter und mechanisierter Verbände überarbeitet, für die der T-18 jedoch veraltet war. Da aber noch kein Nachfolgemuster in Sicht war, wurde der T-18 notgedrungen als Übergangsmuster beibehalten und verschiedene Modernisierungsmaßnahmen angegangen. So wurde ein stärkerer Motor (40 PS) mit einem neuen Getriebe eingebaut und so die Geschwindigkeit erhöht, der Einbau einer moderneren 37-mm-Kanone konnte aber nicht realisiert werden. Der Turm wurde überarbeitet, das Reserve-MG entfernt und der Einbau eines Funkgeräts ermöglicht, wobei nur wenige Panzer ein solches erhielten. Die so modernisierten Panzer wurden als „MS-1 (T-18) Modell 1930“ bezeichnet. Insgesamt brachten diese Maßnahmen aber nicht die erhofften Verbesserungen, so dass Ende 1929 mit der Entwicklung eines neuen Unterstützungspanzers T-20 begonnen wurde. Der T-18 Modell 1930 blieb bis zum Erscheinen des T-26 Ende 1931 in Produktion.
1933 erfolgte ein weiterer Modernisierungsversuch, indem das Fahrgestell ähnlich dem des T-26 gestaltet wurde, dies erwies sich aber als völliger Fehlschlag.
1937 wurde entschieden, alle veralteten Panzerfahrzeuge aus der Zeit vor 1930 so zu modernisieren, dass sie den modernen Einsatzanforderungen entsprechen sollten – der T-18 spielte in diesem Modernisierungsprogramm eine besondere Rolle. Zuerst wurde entschieden, das Getriebe des T-38 einzubauen, wofür der Motorraum umgebaut werden musste. Der Turm wurde erneuert und teilweise eine neue 45-mm-Kanone eingebaut. Die so modernisierten Panzer wurden als T-18M bezeichnet, der Umbau erfolgte industriell im Herstellerwerk. Aber auch diese Modernisierung brachte nicht die erhofften Resultate – die Geschwindigkeit war mit knapp 25 km/h immer noch zu niedrig (errechnet waren 35 km/h) und der Schwerpunkt des Panzers war so weit nach hinten gewandert, dass er auf glattem Untergrund instabil wurde und keine größeren Hügel mehr erklimmen konnte. Insgesamt war der Gefechtswert im Vergleich zu den Modernisierungskosten völlig ungenügend. Trotzdem kamen vereinzelte T-18 noch 1941 bei Reserveeinheiten zum Kampfeinsatz, wo sie sich den entsprechenden gegnerischen Mustern gegenüber als hoffnungslos unterlegen erwiesen.

## Technische Daten (T-18 Modell 1930)
- Bodenfreiheit: 0,31 m
- Bodendruck: 0,37 kg/cm²
- Steigfähigkeit: 35°
- Querneigung: 30°
- Überschreitfähigkeit: 1,80 m
- Kletterfähigkeit: 0,55 m
- Watfähigkeit: 0,80 m
- Treibstoffvorrat: 110 l